# Ringe (Denemarken)
Ringe is een plaats en voormalige gemeente in Denemarken. Het gemeentehuis van de huidige gemeente Faaborg-Midtfyn staat in Ringe.

## Voormalige gemeente
De oppervlakte bedroeg 153,95 km². De gemeente telde 5.598 inwoners (cijfers 2012).
Sinds 1 januari 2007 hoort de oud-gemeente bij gemeente Faaborg-Midtfyn.

## Plaats
De plaats Ringe telt 6179 inwoners (2020). Ringe ligt aan de Svendborgmotorvejen en heeft een station.

## Geboren in Ringe
- Johannes Gandil (1873-1956), Deens voetballer en atleet
- Palle Lykke (1936-2013), Deens (baan)wielrenner